# Dominical
Vous lisez un « bon article » labellisé en 2021.
Dominical est une suite de cinq mélodies de Paul Ladmirault pour quatuor vocal et piano, sur des poèmes de Max Elskamp extraits du recueil éponyme publié en 1892.
D'inspiration symboliste, mêlant des observations de la vie moderne et urbaine à des souvenirs d'enfance et à des traditions folkloriques, ces mélodies composées en 1911 sont créées le 24 février 1912, interprétées par le Quartette vocal de Paris accompagné par le pianiste Marcel Chadeigne, lors du 388e concert de la Société nationale de musique à la salle Pleyel. 
Bien accueilli par le public et la critique musicale, Dominical est régulièrement présenté en concerts dans les années 1920-1930. Après la mort du musicien, en 1944, son œuvre tombe dans l'oubli.
Moins connu que les Mémoires d'un âne pour piano seul, mais caractéristique de l'esthétique du compositeur, Dominical est l'une des premières œuvres majeures de Ladmirault et son premier cycle de mélodies enregistré sur disque.

## Composition
Paul Ladmirault entreprend la composition de cinq mélodies pour quatuor vocal et piano en 1911. Élève d'André Gedalge et de Gabriel Fauré au Conservatoire de Paris,, avec Maurice Ravel, Florent Schmitt, Roger-Ducasse, Louis Aubert et Georges Enesco, le jeune compositeur breton « compte parmi les musiciens les plus remarquablement doués de sa génération ». 

Ses premières partitions présentées en concert lui valent des encouragements de Claude Debussy : 

« M. Ladmirault, dont la musicalité rêveuse et fine, comme un peu peureuse de se trop formuler, témoigne d'une vraie nature d'artiste. Que M. Ladmirault prenne garde, on n'aime pas beaucoup les rêveurs à notre époque, où l'on est si pressé d'arriver qu'on en a inventé les automobiles. »

— Gil Blas, 9 mars 1903.
La plaquette intitulée Suites dominicales puis Dominical, publiée à Anvers par Max Elskamp en 1892, est diffusée en France dans sa réédition en recueil, La Louange de la vie, regroupant « les œuvres publiées jusque-là de manière artisanale » en 1898. Alors qu'il met en musique ces poèmes symbolistes, son ami Florent Schmitt, « fine lame de la critique musicale », déclare dans le quotidien La France : « De tous les musiciens marquants de la génération qui monte, M. Paul Ladmirault est peut-être le plus doué, le plus original, mais il est aussi le plus modeste et, dans notre siècle d'arrivisme, la modestie a tort. »

## Réception
La suite Dominical est créée le 24 février 1912 par le Quartette vocal de Paris — ensemble constitué l'année précédente autour de Marcel Chadeigne — à la salle Pleyel, lors d'un concert de la Société nationale de musique. Louis Vuillemin rend compte du succès remporté par ces pièces « lumineuses, émues, pittoresques, vivantes enfin, [qui] exercent sur l'auditeur quelque peu averti une séduction certaine ».
Le 11 février 1913, deux pièces de cette suite sont exécutées à nouveau par le Quartette vocal de Paris, « mieux sues ou révisées par l'auteur », selon certains critiques qui jugent les mélodies « plus séduisantes encore ». L'œuvre est interprétée en concert à Porto, en 1921, par le quatuor Bataille.
Dominical est publié aux éditions Jean Jobert en 1951, sept ans après la mort du compositeur.

## Présentation

### Poèmes
La polyphonie de Dominical est caractéristique de la musique française du début du XXe siècle : « Malgré l'inestimable héritage légué par les polyphonistes de l'époque de Clément Janequin, Claudin de Sermisy et Claude Le Jeune, des compositeurs comme Debussy, Ladmirault et bien d'autres semblent faire référence à des styles d'écriture datant d'époques différentes. »
Considérant ses mélodies comme « une sorte de journal intime conjuguant, sur le ton de la confidence, les vertus de l'invention et la fidélité à soi-même », Paul Ladmirault retient les quatre premiers poèmes et le septième de la première section, « de Joie », du recueil de Max Elskamp dont il conserve le titre. Or, « celui qui ne verrait en Elskamp que le « naïf imagier » de la Flandre passerait à côté de l'essentiel ». Ce que le musicien a « puissamment extrait des vers d'Elskamp, c'est ce poème du dimanche provincial tant attendu, tant désiré, fontaine au milieu du désert et si humainement décevant, si simplement triste » :
Ils sont venus, ils sont venus,

naïvement nus et goulus

de raisins de verre et de cierges,

sur les bras longs des saintes-vierges,

les dimanches ; sonnez matines,

Frère Jacques en mes doctrines.

Or c'en est fini des semaines

où dans l'eau, mains rouges, l'on peine ;

il fait chaude joie dans le cœur

et les arbres chantent en chœur…
La deuxième mélodie « est dans le même caractère. Par les rues matinales aux magasins clos, chantent des groupes de flâneurs déjà un peu gris peut-être bien qu'il soit tôt et qui interpellent les paresseux dans leurs demeures silencieuses ». Cette inspiration poétique moderne « unit le poète, la ville et le folklore » :
Et la ville de mes mille âmes

dormez-vous, dormez-vous ;

il fait dimanche, mes femmes

et ma ville dormez-vous ?
Le troisième mouvement montre « le coin des vieux, qui sont trop vieux pour sortir et qui sont restés près de l'âtre avec les tout-petits, cependant que les uns étaient à l'église et les autres au cabaret » :
Et s'ébrouant,

rouets rouant,

les rouets au matin des vieilles

leur font s'éjouir les oreilles,

d'un bruit rouant

et s'ébrouant.
Le quatrième quatuor « est une sorte de rêverie mystique et naïve qui fait songer à ces peintures primitives où la Vierge et Madeleine apparaissent costumées de brocart et coiffées de hennins. Ici, c'est le Paradis que l'imagination d'un humble lui représente dans son rêve, tout pareil à ces majestueuses et inaccessibles demeures entrevues parfois par la brèche d'un mur, parmi la sérénité des vastes pelouses, des grands arbres et des vastes étangs ». En effet, dans ces poèmes, « la contemplation du monde sensible est toujours liée au moi qui se cherche, à la nostalgie d'absolu qu'Elskamp a poursuivi, sa vie durant, dans l'exil intérieur et le rêve » :
Dans un beau château,

seigneur auprès de sa dame,

mon cœur cause avec mon âme

en échangeant des anneaux,

dans un beau château.
Dans la dernière mélodie, « le crépuscule ramène la paix teintée de mélancolique désenchantement » où « tout s'éteint, se confond et se résigne, et c'est sur un murmure las d'un chœur à bouches fermées qu'une dernière fois, infiniment triste et désabusée, la soprano laisse tomber la morne conclusion » :
Or, passent ainsi les dimanches.
Vladimir Jankélévitch analyse « le thème du dimanche » dans la production symboliste de la fin du XIXe siècle et du début du XXe siècle — des Serres chaudes de Maeterlinck à Bruges-la-Morte de Rodenbach, des Proses lyriques de Debussy aux Heures dolentes de Gabriel Dupont : « le dimanche n'est pas seulement jour festival, jour d'oisiveté et de désintérêt, il est encore jour de spleen et d'ennui. Il est donc voué à la « délectation morose ». La langueur, dont on ne sait si elle est dépérissement ou délectation voluptueuse, offre à l'homme dominical les délices douces-amères de l'ambivalence ».

### Mouvements
Avec ses cinq mélodies polyphoniques, Dominical se signale par la richesse quelque peu « prolixe » de son inspiration :
1. « Ils sont venus ! » — Animato assai e giocoso ( = 132) en fa dièse majeur à 
 ;
2. « Et la ville de mes mille âmes ? » — Allegro moderato e risoluto ( = 144) à 
 ;
3. « Et s'ébrouant… » — Allegro leggiero ( = 126) à 
 ;
4. « Dans un beau château » — Modéré, sans lenteur ( = 88) à quatre temps ()
5. « Et voile à nulle autre bercée » — Largo molto ( = 108) en fa dièse mineur à

### Effectifs
La partition « est bien écrite pour quatuor vocal, mais elle met réellement en scène quatre voix solistes — un soprano, un contralto, un ténor et une basse — et non un chœur à quatre parties. Celles-ci sont « accompagnées » par le piano, qui remplit lui aussi son rôle de soliste à divers endroits de la partition et qui ne se limite pas à souligner les parties vocales d’un simple soutien harmonique ».

## Analyse
Guy Sacre présente la musique de Ladmirault comme « celle d'un naïf, d'un heureux que notre siècle n'a pas marqué de ses laideurs ». La première mélodie de Dominical s'ouvre sur « une explosion de joie et d'ivresse qui salue d'un long cri d'allégresse le jour follement désiré » :
L'écriture vocale présente un contrepoint serré : le compositeur met en musique l'intégralité de chaque poème et « tous les vers de chaque texte, sans faire l'impasse sur aucun d'entre eux, mais, dans la mesure où son écriture vocale implique la répétition des textes aux différentes voix, la structure même de chaque poésie en devient illisible. Ladmirault adopte en effet un langage contrapuntique propre à l'écriture pour quatre voix qu'on rencontrait déjà dans la grande polyphonie des XVe et XVIe siècles. Sa manière de traiter le texte évoque alors celle utilisée dans le madrigal polyphonique ou dans le motet religieux de la Renaissance ».
À la première audition, Louis Vuillemin émettait des réserves sur le premier quatuor qui « fléchit peut-être sous une écriture substantielle à l'excès. Il est, en outre, d'une exécution si difficile qu'à dire le vrai, on le comprit assez mal. Les autres quatuors, au contraire, restent clairs ; l'idée, l'expression n'y demeurent jamais inférieures à la science ».
On ne saurait « se baser sur la partition de Ladmirault pour saisir correctement les poèmes d'Elskamp — comme cela aurait pu être le cas si le compositeur avait écrit une  mélodie, une romance, une chanson ou tout autre genre vocal monodique — mais on peut entrer dans la poésie de l'auteur belge grâce à la musique qui pose un cadre, une atmosphère, un climat, le tout ponctué de quelques détails figuratifs bien choisis. Ladmirault s'arrange en effet pour mettre l’accent sur certaines idées ou sur certains mots du texte, en utilisant ce que l'on pourrait qualifier de madrigalismes ou d'images sonores ». Ainsi, « le rouet bruit au piano pendant que le quatuor développe une Fileuse aux lignes souples » :
Le compositeur « a su accorder sa lyre à celle du poète pour chanter la vie du petit peuple — flamand ou breton — dont l'âme et le cœur ont les mêmes élans. Il s'est parfaitement adapté au symbolisme poétique où le sens précis des mots importe moins que le bain de sonorités harmonieuses dans lequel il se dilue. Un savant et subtil contrepoint anime le quatuor qui met en évidence la magie des syllabes, les chatoyantes assonances du texte. Grâce à la palette tonale extrêmement riche, à l’harmonie mouvante et raffinée, le piano crée l'atmosphère, suggère les images ».

## Postérité

### Concerts
Le 23 avril 1921, une exécution de l'« admirable Dominical de Paul Ladmirault » par le Quatuor Bataille est applaudie à la Société nationale de musique, où le no 2 est « bissé d'enthousiasme ». Le public et les critiques apprécient « la série de petites pièces d'un charme délicatement archaïque ». Le critique de La Liberté considère que ces mélodies, « lorsqu'elles sont bien mises au point, et nuancées de la fine manière, sont un enchantement ». Louis Vuillemin regrette que l'« on ne chante pas souvent le Dominical ! Il est vrai qu'il n'y a pas beaucoup de quatuors vocaux constitués… »
En 1929, Dominical est présenté avec un grand succès à Nantes : le critique de L'Ouest-Éclair considère la partition comme une suite de « tableaux d'une pénétrante poésie, d'une sensibilité originale et émouvante. Peut-être la ligne principale se dissimule-t-elle parfois dans les nombreux dessins qui la parent et l'enlacent. Mais avec quelle ingéniosité les thèmes chevauchent et se combinent ».
En 1935, le no 4 du Dominical est interprété lors d'un « Festival Paul Ladmirault ». Florent Schmitt observe, dans sa critique du Temps, que l'« on ne connaît pas assez Paul Ladmirault, qui est un musicien de grand talent ». Quatre ans plus tard, Schmitt considère toujours que les « poétiques quatuors vocaux » de Ladmirault offrent « les minutes supérieures des concerts de la Société nationale de musique ».

### Critiques
En 1913, Louis Vuillemin présente Dominical comme l'une des « compositions importantes » de Ladmirault, « musicien de premier ordre, aussi savant que richement doué ». « Breton bretonnant » lui-même, selon Émile Vuillermoz, Vuillemin retient le cycle de mélodies dans sa critique musicale pour Comœdia pour proposer un parallèle avec l'œuvre de Paul Le Flem : 

« Ces musiques-là ne sont pas opposées. Un seul instinct les enfanta. Une égale mélancolie les embrume jusque dans la gaîté. Une sorte de spécialité rythmique s'y perçoit. Bretonnes, elles sont cousines mieux qu'à la mode de Bretagne. »

Par la suite, Le Flem réalise justement une version orchestrale de la partition, et Vuillermoz distingue ces ouvrages « où s'affirment un tempérament extrêmement personnel, un sens poétique pénétrant, et une richesse d'invention harmonique prodigieuse ».
En 1930, René Dumesnil présente Dominical comme une « suite en cinq parties pour quatuor vocal et piano, où se retrouvent les qualités de son maître Fauré ». En 1960, Paul Pittion signale ces « œuvres vocales, tracées d'une plume alerte ». Dominical, comme « toute l'œuvre du compositeur qui se rattache, par la recherche des harmonies, aux styles de Fauré et de Claude Debussy, quand elle n'est pas imprégnée de folklore, révèle un tempérament bien français ».
L'œuvre mélodique de Ladmirault n'est pas mentionnée dans le Dictionnaire des œuvres de la musique vocale paru chez Bordas en 1992, ni dans le Guide de la mélodie et du lied paru chez Fayard en 1994. Cependant, le Dictionnaire des compositeurs de musique en Bretagne de 1992 mentionne « le quatuor vocal Dominical, d'une écriture si exquise et d'une rare personnalité ». 
Même le recueil de pièces pour piano des Mémoires d'un âne, qui « compte parmi les plus réussis du genre », reste longtemps « méconnu, et de surcroît difficile à trouver », situation que Guy Sacre juge « inexplicable ». C'est pourquoi il entreprend de réhabiliter, en 1998, ces « partitions parfumées d'un impressionnisme charnu, reflétant les landes et les grèves, et où reste pris l'écho sonore d'une âme à la fois ardente et mélancolique ». Ladmirault « ne courut jamais après le succès ; il pensait peut-être que l'avenir dédommagerait son ombre. On n'en voit guère la promesse, et les rares familiers de son œuvre devront se résigner longtemps encore à demeurer clairsemés. Non moins fidèles, cependant : quiconque respire la bonne senteur de ces musiques et s'égaye à leurs rythmes, à leurs mélodies, leur garde sa gratitude ».

## Discographie
- Paul Ladmirault : Dominical, Messe brève, Prière à Notre-Dame d'après François Villon, par l'Ensemble quatre voix quatre mains (1986, LP vinyle, Auvidis Valois AV 4836) (BNF 38122284) — premier enregistrement mondial.

### Partition
- Paul Ladmirault et Max Elskamp (parolier), Dominical : suite pour quatuor vocal et piano (conducteur), Paris, Jean Jobert, 1951, partition 48, 31 x 24 cm (BNF 39721807).J. Magdelaine, Préface, extrait d'une conférence faite lors d'une exécution du Dominical à Nantes.

### Ouvrages généraux
- Marielle Cafafa, La chanson polyphonique française au temps de Debussy, Ravel et Poulenc, Paris, L'Harmattan, coll. « Univers musical », 2017, 480 p. (ISBN 978-2-3431-3603-5).
- Claude Debussy, Monsieur Croche, antidilettante, Paris, Gallimard, coll. « L'Imaginaire », 1987, 362 p. (ISBN 2-07-071107-2, lire en ligne).Articles rassemblés de 1901 à 1917.
- Michel Duchesneau, L'Avant-garde musicale et ses sociétés à Paris de 1871 à 1939, Paris, Éditions Mardaga, 1997, 352 p. (ISBN 2-87009-634-8).
- René Dumesnil, La musique contemporaine en France, t. I, Paris, Armand Colin, 1930, 218 p. (OCLC 463860084).
- Max Elskamp, Dominical, Anvers & Bruxelles, Lacomblez, 1892, 66 p. (lire en ligne).
- Max Elskamp et Paul Gorceix (ed.), La Chanson de la rue Saint-Paul (et autres poèmes), Paris, Gallimard, coll. « Poésie » (no 308), 1997, 356 p. (ISBN 2-0703-2970-4).
- Brigitte François-Sappey et Gilles Cantagrel (dirs.), Guide de la mélodie et du lied, Paris, Fayard, coll. « Les Indispensables de la musique », 1994, 916 p. (ISBN 2-213-59210-1).
- Vladimir Jankélévitch, L'irréversible et la nostalgie, Paris, Flammarion, coll. « Champ philosophique » (no 123), 1974, 319 p. (ISSN 0768-1011).
- Théodore Lenoir et Vefa de Bellaing (dir.), Dictionnaire des compositeurs de musique en Bretagne, Nantes, Ouest Éditions, 1992, 280 p. (ISBN 978-2-9082-6111-0), p. 137-143.
- Paul Pittion, La musique et son histoire : de Beethoven à nos jours, t. II, Paris, Éditions Ouvrières, 1960, 574 p. (BNF 33137562).
- Frédéric Robert, Marc Honegger et Paul Prévost (dirs.), Dictionnaire des œuvres de la musique vocale, t. 1, Paris, Bordas, 1992, 2367 p. (ISBN 2-04-015395-0).
- Guy Sacre, La musique pour piano : dictionnaire des compositeurs et des œuvres, vol. II (J-Z), Paris, Robert Laffont, coll. « Bouquins », 1998, 2998 p. (ISBN 978-2-221-08566-0), p. 1599-1603.
- Gustave Samazeuilh, Musiciens de mon temps : Chroniques et souvenirs, Paris, Éditions Marcel Daubin, 1947, 430 p.
  - Charles Koechlin — Paul Ladmirault — Désiré-Émile Inghelbrecht, 1944, p. 239-245.
- Émile Vuillermoz, Histoire de la musique, Paris, Fayard, coll. « Les grandes études historiques », 1979, 606 p. (ISBN 2-213-00859-0).

### Monographies
- Catherine Lorent, Florent Schmitt, Paris, Bleu nuit éditeur, coll. « Horizons », 2012, 176 p. (ISBN 978-2-35884-016-3).

### Articles
- Robert Dezarnaux, « La musique », La Liberté,‎ 26 avril 1921 (lire en ligne).
- Paul Guilloux, « Chronique musicale : Quatuor de Debussy, Dominical de Ladmirault, Quatuor de Ravel », L'Ouest-Éclair,‎ 17 décembre 1929 (lire en ligne).
- Georges Linor, « La semaine musicale », L'Homme libre,‎ 30 avril 1921 (lire en ligne).
- L.M., « Le Quartette vocal de Paris », Société internationale de musique, Paris, Librairie Ch. Delagrave,‎ 15 janvier 1911 (ISSN 1763-7309, BNF 32863718, lire en ligne).
- Catherine Miller, « Dominical, Suite pour quatuor vocal et piano : Une lecture d'Elskamp par Paul Ladmirault », Textyles 26-27,‎ 2005 (lire en ligne).
- René Simon, « Concerts et récitals : Mardi 11 février », Gil Blas,‎ 17 février 1913 (lire en ligne).
- Florent Schmitt, « Les Concerts », Le Temps,‎ 4 mai 1935 (lire en ligne).
- Florent Schmitt, « Les Concerts », Le Temps,‎ 15 avril 1939 (lire en ligne).
- Louis Schneider, « Concerts Lamoureux et Colonne, séances diverses », Le Gaulois,‎ 11 mars 1913 (lire en ligne).
- Louis Vuillemin, « La semaine musicale », Comœdia,‎ 26 février 1912 (lire en ligne).
- Louis Vuillemin, « La semaine musicale », Comœdia,‎ 6 février 1913 (lire en ligne).
- Louis Vuillemin, « La semaine musicale », Comœdia,‎ 10 avril 1913 (lire en ligne).
- Louis Vuillemin, « La semaine musicale », La Lanterne,‎ 26 avril 1921 (lire en ligne).